# چکیده‌های ایرانشناسی
چکیده‌های ایرانشناسی (به فرانسوی: Abstracta Iranica) مجله انتقادی گزینشی و کتاب‌شناسی در مورد جهان ایرانی‌ها است.  آثار سالانه آن (شامل کتاب و مقاله) در تمامی جنبه‌های فرهنگی و تمدنی ایرانی‌ها، از آغاز تا به امروز دربر می گیرد. این مجله در سال 1978 توسط شارل هانری دوفوشه‌کور استاد ادبیات فارسی در موسسه زبان‌ها و تمدن‌های شرقی (INaLCO) در دانشگاه پاریس ۳: سوربن جدید و مدیر انجمن تحقیقاتی فرانسوی در ایران است. 

از سال 2000، چکیده ایرانشناسی به زبان فارسی ترجمه و منتشر هم می شود. مقاله‌های این مجله از سال 1999 بر روی پورتال اوپن‌ادیشن (به فرانسوی: OpenEdition Journals) منتشر می شود.

## منبع
- ویکی پدیای فرانسوی، مقاله Abstracta Iranica